# Mellsta
Mellsta är ett område/stadsdel i norra delen av Borlänge.området heter Morbygge. Området begränsas i väster av riksväg 70/E16 och Båtsta, i söder av järnvägen Dalabanan och Tallmon/Övre Tjärna, i norr av Dalälven och i öster av  Amsbergsvägen och Nedre Amsberg. 
I Mellsta finns ett bostadsområde som består av enfamiljshus byggda på 1960- och 1970-talet och heter egentligen Morbygge. Mellstaparken som är belägen väster om bostadsområdet har spårcentral med motionsspår för både löpning och skidåkning   med längderna 2,5 km, 5 km, 7,5 km samt elljusspår på sammanlagt 5 km. Spåren är varierade, elljusspårets yttre slinga och det röda 2,5 km spåret är flacka medan övriga spår är kuperade. I Mellsta finns också en camping  med både elplatser för husvagn, ytor för tält och campingstugor. Från campingen har man god utsikt i nordlig riktning över Dalälvens lopp, som här skär genom Badelundaåsen runt Äxuln och mot Gimsbergsklack. 
Området är glaciologiskt intressant – här finns stora avsättningar av sand från en isport under den senaste istiden. Kuperingen inne i fritidsområdet Mellstaparken består i mångt och mycket av gamla sandtäkter.
Vid älven i områdets nordligaste del som också utgör en del av Båtstad-Mellsta naturreservat håller Borlänge kommun landskapet öppet genom betande kor sommartid. Här finns också ett konstverk av borlängekonstnären Roland Backlund "Vad sätter vi för frön?" bestående av sju träskulpturer i poppel placerade i en domarring . Konstverket placerades ut 2003 och står i en blötmark där tanken är att det sakta ska brytas ner.